# Этуотер, Таня
Таня Этуотер (Tanya Atwater; род. 27 августа 1942, Лос-Анджелес, Калифорния) — американский геофизик и морской геолог, специалист по тектонике плит. Доктор философии (1972), заслуженный профессор Калифорнийского университета в Санта-Барбаре (эмерит). Член НАН США (1997). Отмечена медалью Волластона (2022).
Родилась в семье инженера, а её мать была ботаником; третий ребёнок в семье.
Обучалась в MIT (1960—1963), затем перевелась в Калифорнийский университет в Беркли (бакалавр геологии, 1965; Phi Beta Kappa), докторскую степень получила в Scripps Institution of Oceanography. Прежде чем устроиться в Калифорнийский университет в Санта-Барбаре, преподавала в MIT (работала там с 1972). Называется одним из ключевых исследователей во второй их волне в области тектоники плит. Она сотрудничала с Генри Уильямом Менардом и Фредериком Вайном. Замужем, есть сын.
Автор полусотни статей, в том числе семи в Nature и Science.